# 아흐메트 카야

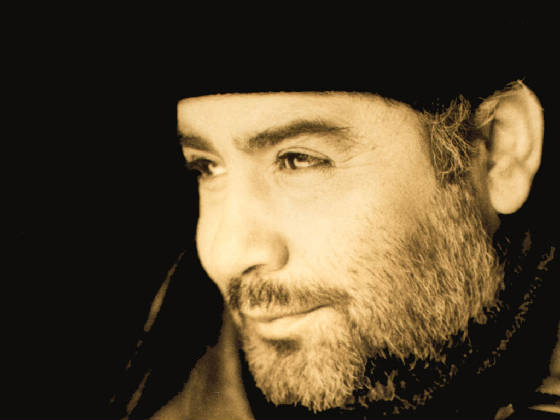
아흐메트 카야

아흐메트 카야(Ahmet Kaya, 1957년 10월 28일 ~ 2000년 11월 16일)는 1957년 10월 28일 터키 동부 말라탸에서 태어났으며 20대를 이스탄불에서 보냈다. 그가 노래를 부르면서 유명해지기 전에 20대 초반에 이스탄불에서 택시 운전기사로 일했었다.
그의 나이 28세 때인 1985년 첫 번째 앨범, 《Ağlama Bebeğim》을 내면서 그의 명성이 알려지기 시작하여 1980년대와 90년대에 그의 인기는 크게 치솟았다. 1994년 발간한 앨범 , 《Şarkılarım Dağlara》는 280만장이나 팔리면서 인기절정에 오르게 되었다.
1999년 2월 10일 예능 TV 채널인 SHOW TV에서 올해의 음악가로 그가 상을 받게 되었다. 그의 시상식은 전파를 타고 전국에 방영되었는데, 그 자리에서 그는 자신이 쿠르드족 배경이라는 것을 밝히고 쿠르드어로 노래를 부르고 싶으며 쿠르드어 앨범을 내고 싶다는 마음을 밝혔다. 이 방송이 나가자마자 터키 민족주의자들의 공격을 심하게 받게 되었다. 1999년 상반기 터키에서는 그의 발표로 인해 쿠르드 문제가 다시 한번 뜨겁게 달궈지게 되었다.
이러한 위협적인 분위기에서 1999년 6월 그는 프랑스로 마치 도피해가듯이 이주하였다. 그가 없는 터키내에서는 그의 정치성향을 놓고 법정에서는 분리주의자라는 죄명으로 3년 9개월 징역을 처분하기 까지하였다.
아흐메트 카야는 2000년 11월 16일 43세의 나이로 심장발작으로 프랑스에서 사망하였다. 그의 시신은 페르라쉐즈 공동묘지에 묻혀 있다.